# Grundig

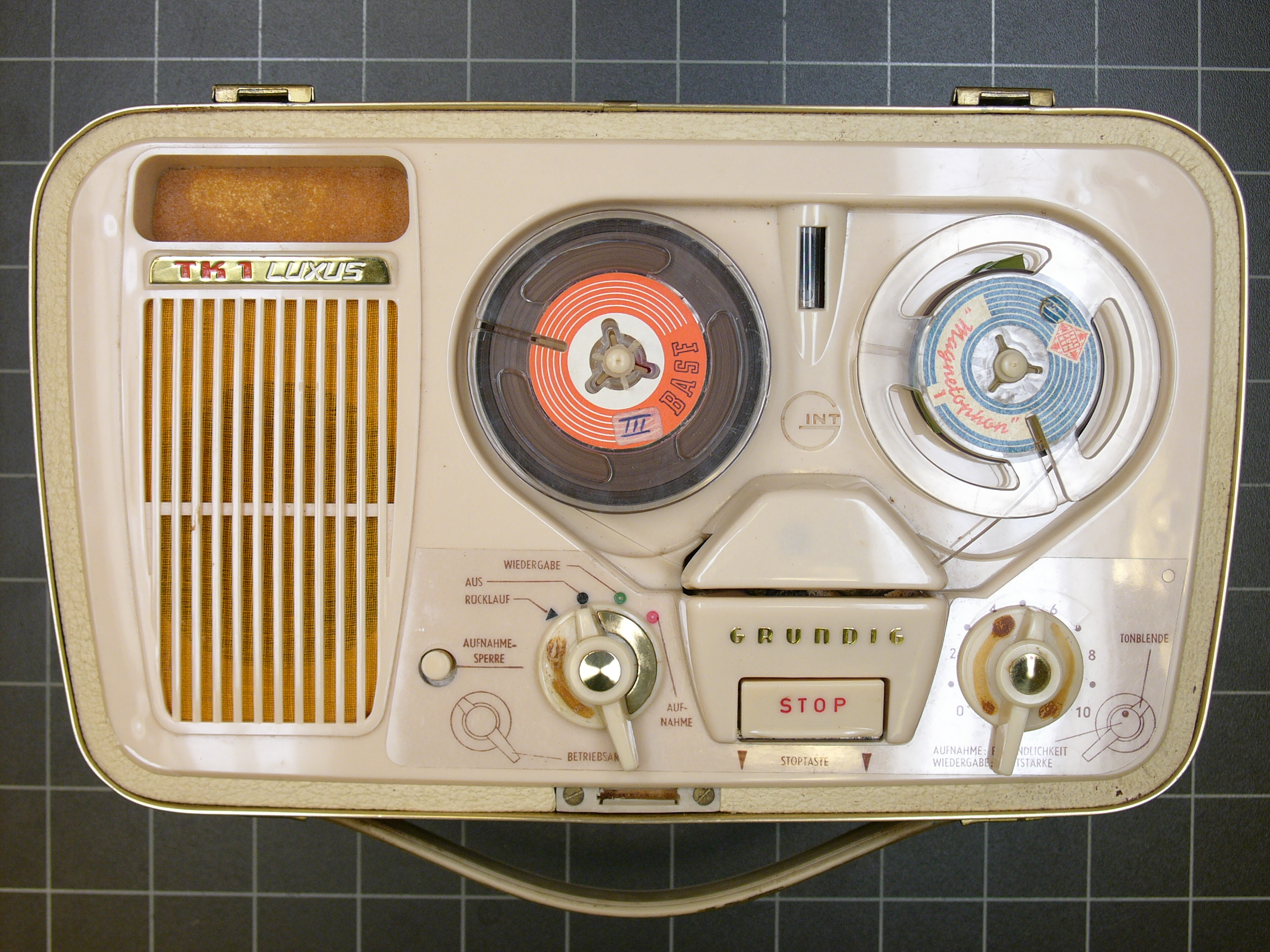

Grundig AG är ett elektronikföretag från Nürnberg i Tyskland. Grundig grundades av Max Grundig. 

## Historia
1930 startade Max Grundig tillsammans med en kompanjon Radio-Vertrieb Fürth, Grundig & Wurzer, Handel mit Radiogeräten (RVF) som handlade med radioapparater. De hade sitt huvudkontor i norra Bayern.
Framgångarna kom snart då radioapparaterna började bli var mans egendom (se Volksempfänger). Under andra världskriget förlades produktionen ute på landet då Fürth och Nürnberg bombades av allierat flyg. När man inte längre kunde nytillverka reparerade man radioapparater. Då det förbud som efter kriget utfärdats av de allierade mot radioapparater hävdes kunde Grundig snabbt sälja apparater och lade grunden till de nya framgångarna.

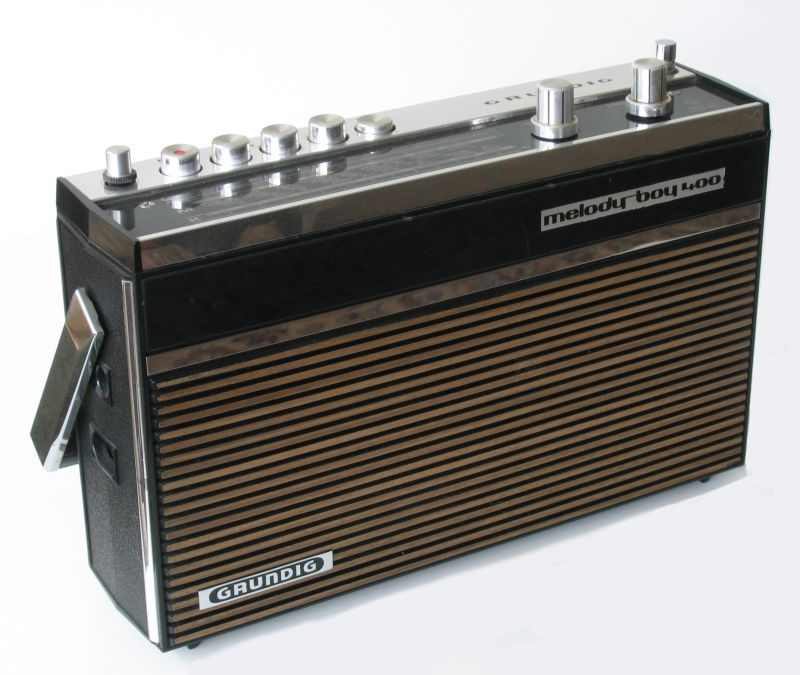
Grundig melody boy 400 radio

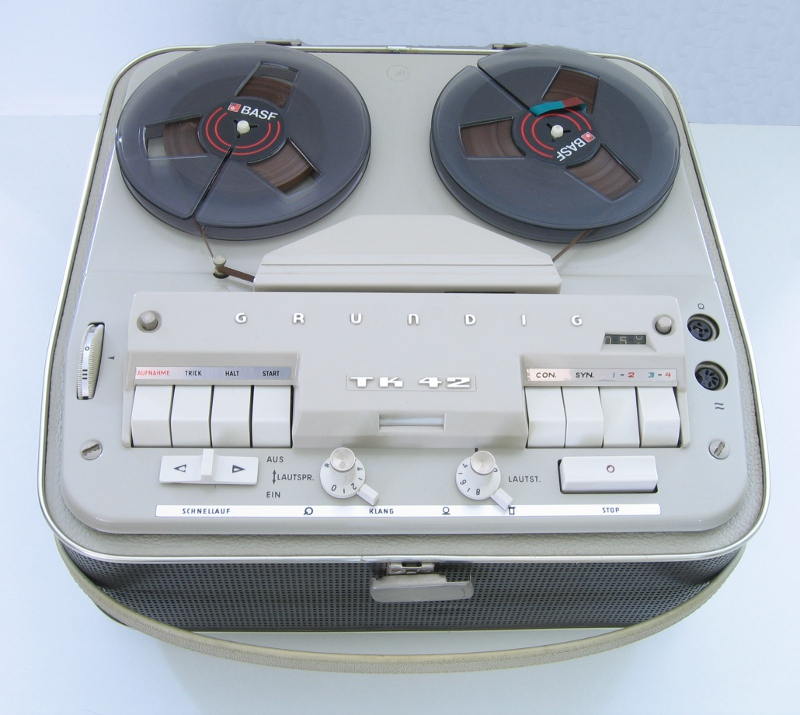
Grundig TK42 bandspelare

Efter kriget breddade man utbudet och fick framgångar både inom professionell och konsumentorienterad elektronik. På radio och TV för hemmen blev företaget ett av de ledande märkena i Europa. Under 1970-talet följde sämre tider då man gjorde felsatsningar och fick hård konkurrens från asiatiska tillverkare. Försök till allianser med asiatiska tillverkare och det egna videosystemet misslyckades. 1984 sålde Max Grundig företaget till Philips och lämnade företaget en kort tid därefter.
2015 firade Grundig "70 years of the Grundig brand" (dock tillhör varumärket Grundig sedan april 2003 det turkiska "Koç Holding").

### Fotnoter
1. ↑  ”Grundig History - From The Foundations To Present”. Grundig.co.uk. https://www.grundig.co.uk/about-grundig/history. Läst 14 maj 2019.